# Rudjärvberget
Rudjärvberget är ett naturreservat i Överkalix kommun i Norrbottens län.
Området är naturskyddat sedan 2013 och är 0,9 kvadratkilometer stort. Reservatet omfattar sydostsidan av Södra Rudjärvberget. Reservatet består av barrblandskog.